# والتر سگال
والتر سگال (انگلیسی: Walter Segal; ۱ ژانویهٔ ۱۹۰۷ – ۲۷ اکتبر ۱۹۸۵) معمار اهل سوئیس بود.